# Mercedes Cup 2000
Il Mercedes Cup 2000 è stato un torneo di tennis giocato sulla terra rossa. È stata la 23ª edizione del Mercedes Cup, che fa parte della categoria International Series Gold nell'ambito dell'ATP Tour 2000. Si è giocato a Stoccarda in Germania, dal 17 al 23 luglio 2000.

## Campioni

### Singolare
Franco Squillari ha battuto in finale  Gastón Gaudio con il punteggio di 6–2, 3–6, 4–6, 6–4, 6–2

### Doppio
Jiří Novák /  David Rikl hanno battuto in finale  Lucas Arnold Ker /  Donald Johnson con il punteggio di 5–7, 6–2, 6–3